# Titularbistum Arca in Armenia
Arca in Armenia (ital.: Arca di Armenia) ist ein Titularbistum der römisch-katholischen Kirche.
Es geht zurück auf ein früheres Bistum in der römischen Provinz Cappadocia bzw. in der Spätantike Armenia minor in der heutigen östlichen Türkei. Das Bistum gehörte der Kirchenprovinz Melitene an.
| Titularbischöfe von Arca in Armenia |                                                                  |                                                                                |                    |                   |
| Nr.                                 | Name                                                             | Amt                                                                            | von                | bis               |
| 1                                   | Petrus de Lossa y Valero                                         | Weihbischof in Cuenca (Königreich Spanien)                                     | 11. September 1726 |                   |
| 2                                   | Melchor Serrano Lázaro SchP                                      | Weihbischof in Valencia (Königreich Spanien)                                   | 15. September 1788 | 31. Dezember 1800 |
| 3                                   | Elias Hoyek (Elias Pierre Hoayek) Titularerzbischof pro hac vice | Weihbischof im Maronitischen Patriarchat von Antiochien (Osmanisches Reich)    | 14. Dezember 1889  | 19. Juni 1899     |
| 4                                   | Claude Marie Dubuis                                              | emeritierter Bischof von Galveston (Texas, USA)                                | 16. Dezember 1892  | 22. Mai 1895      |
| 5                                   | Giordano Corsini                                                 | emeritierter Bischof von Guastalla (Italien)                                   | 7. Juli 1932       | 14. April 1933    |
| 6                                   | Heinrich Leven SVD                                               | Apostolischer Vikar der Kleine Sunda-Inseln (Niederländisch-Indien/Indonesien) | 25. April 1933     | 31. Januar 1953   |
| 7                                   | Salvador Martinez Aguirre SJ                                     | Apostolischer Vikar von Tarahumara (Mexiko)                                    | 4. Juli 1958       | 3. Dezember 1987  |